# Nelson Panciatici

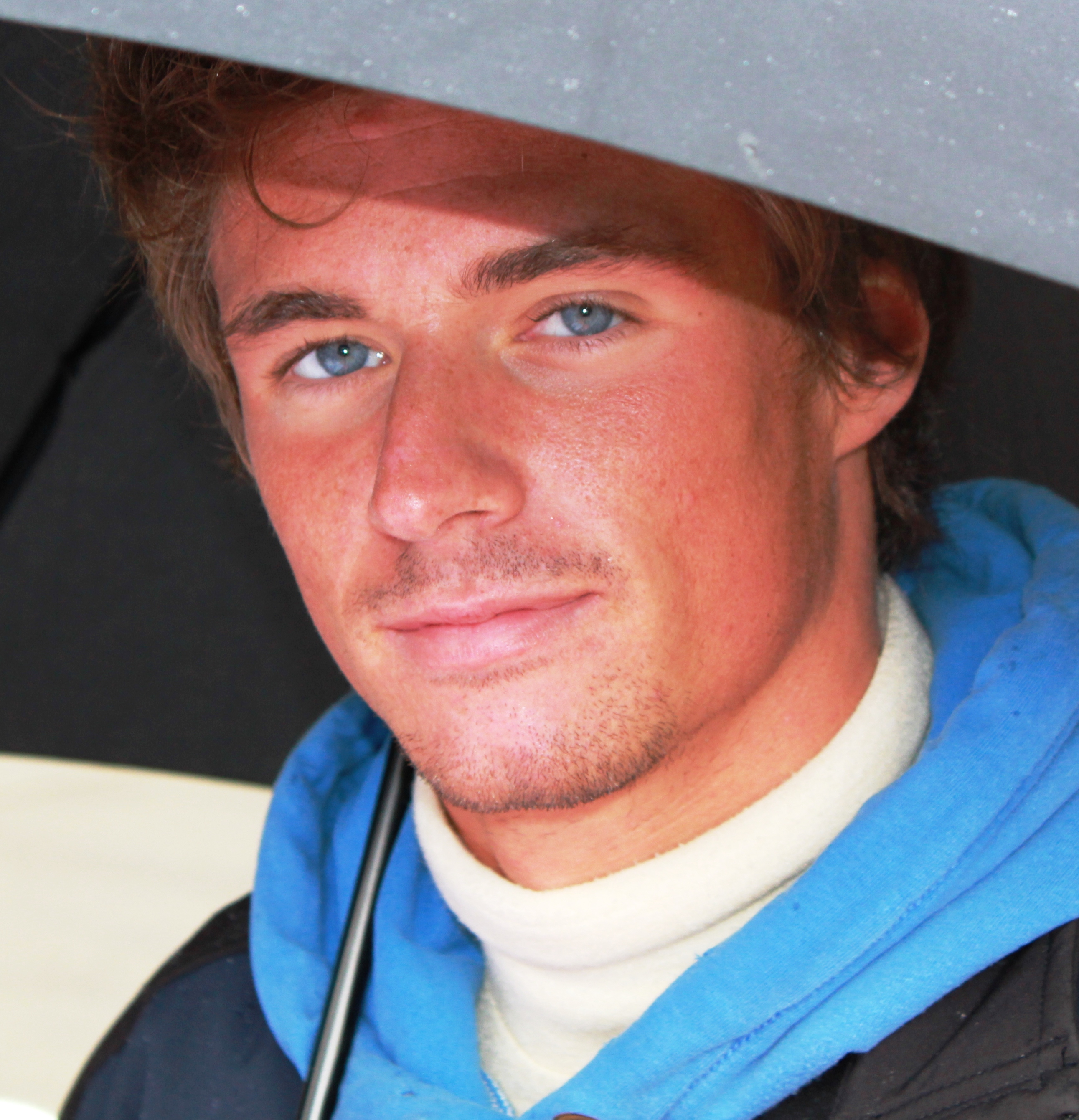
Nelson Panciatici in 2011

Nelson Panciatici (Reims, 26 september 1988) is een Frans autocoureur.

## Loopbaan
- 2005: Formule Renault 2.0 Frankrijk, team Epsilon Sport.
- 2006: Formule Renault 2.0 Frankrijk, team Epsilon Sport (1 overwinning).
- 2006: Formule Renault 2.0 Eurocup, team Epsilon Euskadi (4 races).
- 2007: Formule Renault 2.0 Frankrijk, team SG Formula (6 races).
- 2007: Formule Renault 2.0 Eurocup, team SG Formula.
- 2008: Formule 3 Euroseries, team RC Motorsport (2 races).
- 2008: Euroformula Open, team Hache International (2e in eindklassement).
- 2008: Formule 3 Copa de España, team Hache International (4 overwinningen, 2e in eindklassement).
- 2009: GP2, team Durango.
- 2009: Superleague Formula, team Olympique Lyonnais.

## GP2 resultaten
| Jaar | Inschrijving | 1          | 2          | 3          | 4          | 5          | 6          | 7          | 8          | 9          | 10         | 11         | 12         | 13         | 14         | 15         | 16         | 17      | 18      | 19      | 20      | Rang | Punten |
| ---- | ------------ | ---------- | ---------- | ---------- | ---------- | ---------- | ---------- | ---------- | ---------- | ---------- | ---------- | ---------- | ---------- | ---------- | ---------- | ---------- | ---------- | ------- | ------- | ------- | ------- | ---- | ------ |
| 2009 | Durango      | ESP FEA 12 | ESP SPR 18 | MON FEA NF | MON SPR 15 | TUR FEA NF | TUR SPR NF | GBR FEA 18 | GBR SPR NF | GER FEA 19 | GER SPR 13 | HUN FEA 14 | HUN SPR 20 | VAL FEA NF | VAL SPR 15 | BEL FEA 11 | BEL FEA 13 | ITA FEA | ITA SPR | POR FEA | POR SPR | 24   | 0      |